# Demokratyczna Republika Konga na Letnich Igrzyskach Olimpijskich 2004
Demokratyczną Republikę Konga na Letnich Igrzyskach Olimpijskich 2004 reprezentowało 4 sportowców.

## Skład kadry

### Lekkoatletyka
Mężczyźni:
- Gary Kikaya - bieg na 400 m - Runda 1: 45.57 s, Półfinał: 45.58 s

Kobiety:
- Noelly Mankatu Bibiche - bieg na 800 m - Runda 1: 2:06.23

### Tenis stołowy
- Momo Babungu
- José Luyindula